# Eucriotettix wuliangshanensis
Eucriotettix wuliangshanensis is een rechtvleugelig insect uit de familie doornsprinkhanen (Tetrigidae). De wetenschappelijke naam van deze soort is voor het eerst geldig gepubliceerd in 2003 door Zheng & Ou.